# Stadsbrand van Paramaribo (1832)

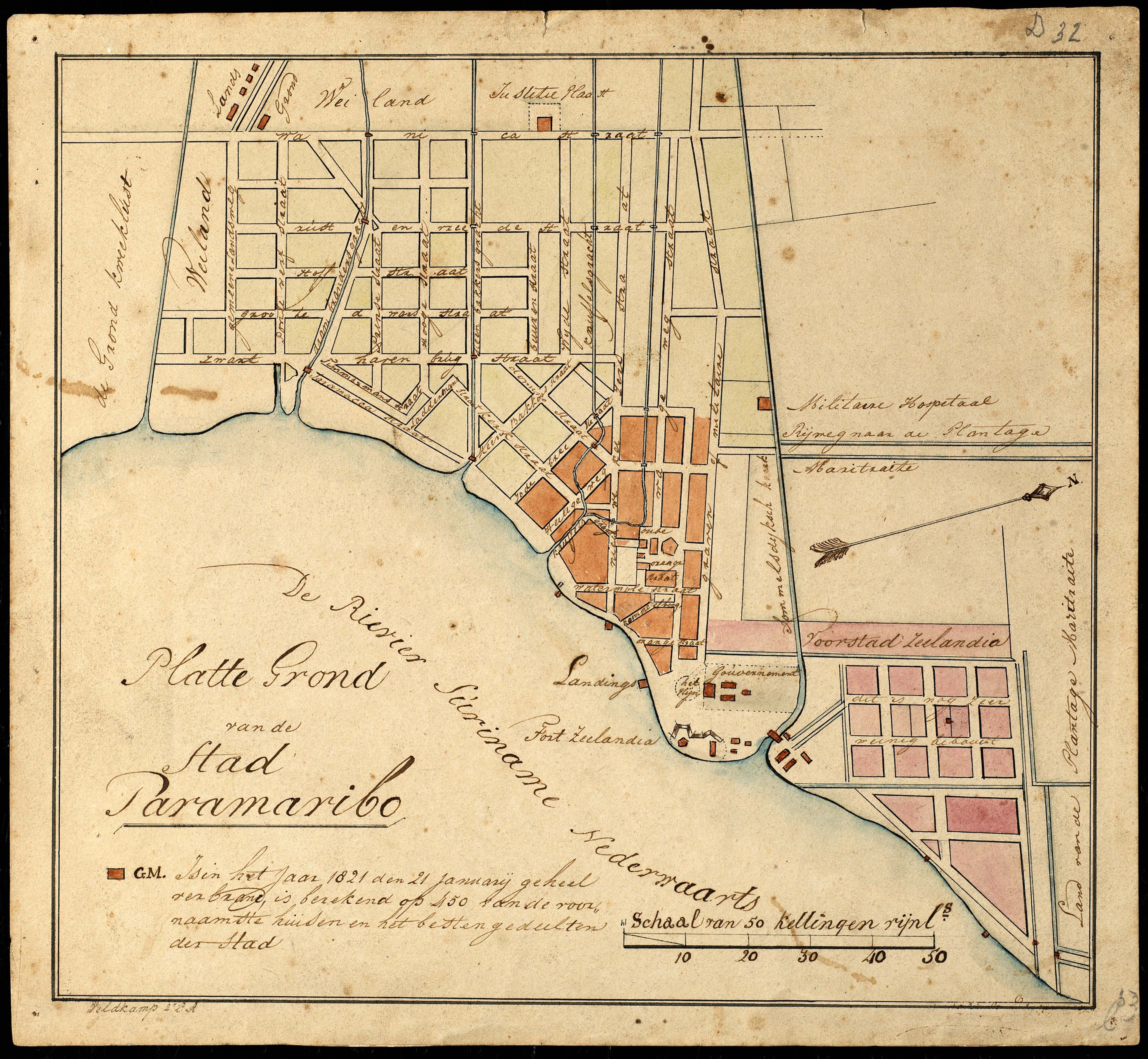
Plattegrond van de stad Paramaribo tien jaar voor de brand in 1832

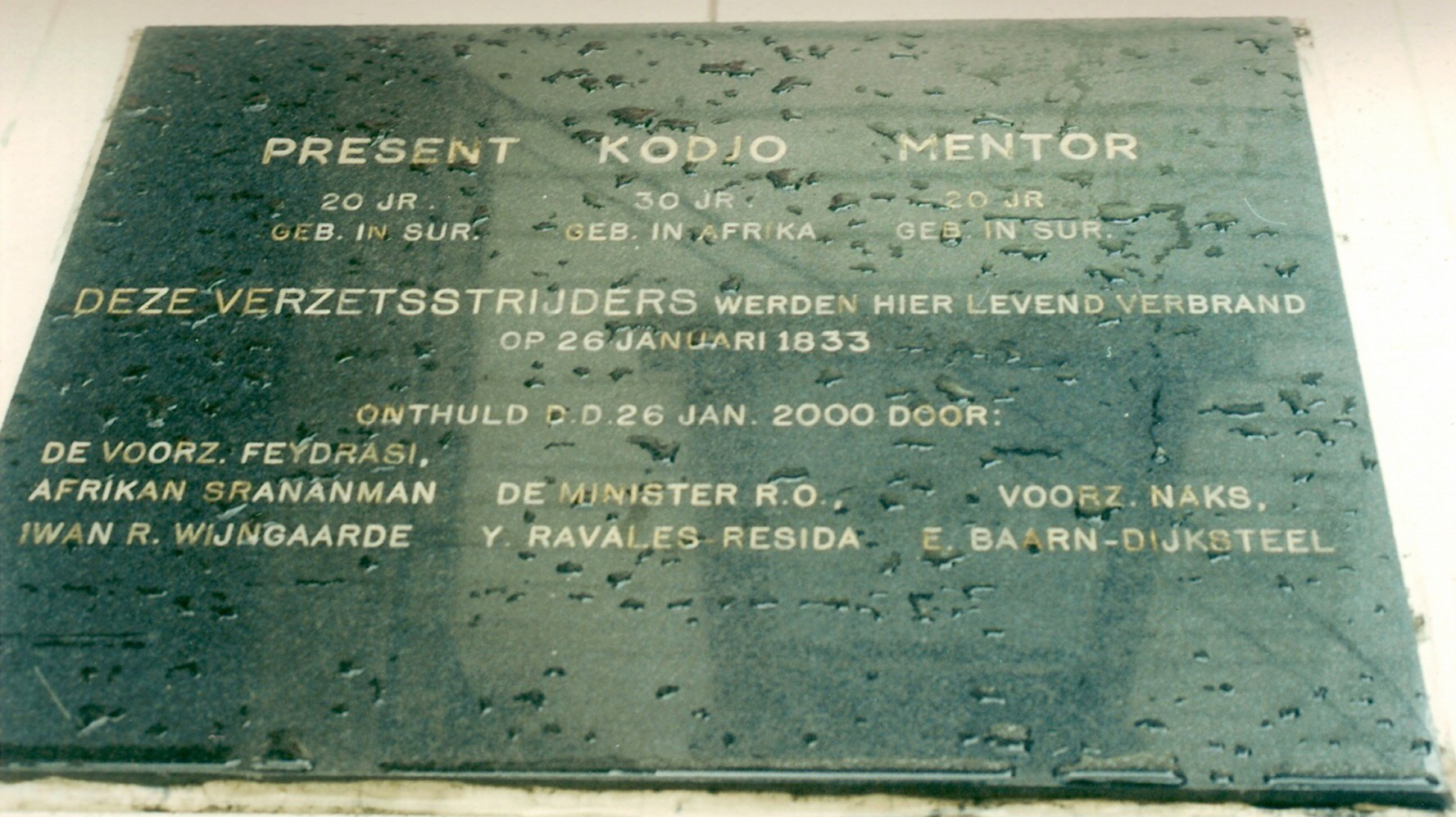
Plaquette ter herinnering aan de verzetsstrijders Present, Kodjo en Mentor, onthuld in 2000.

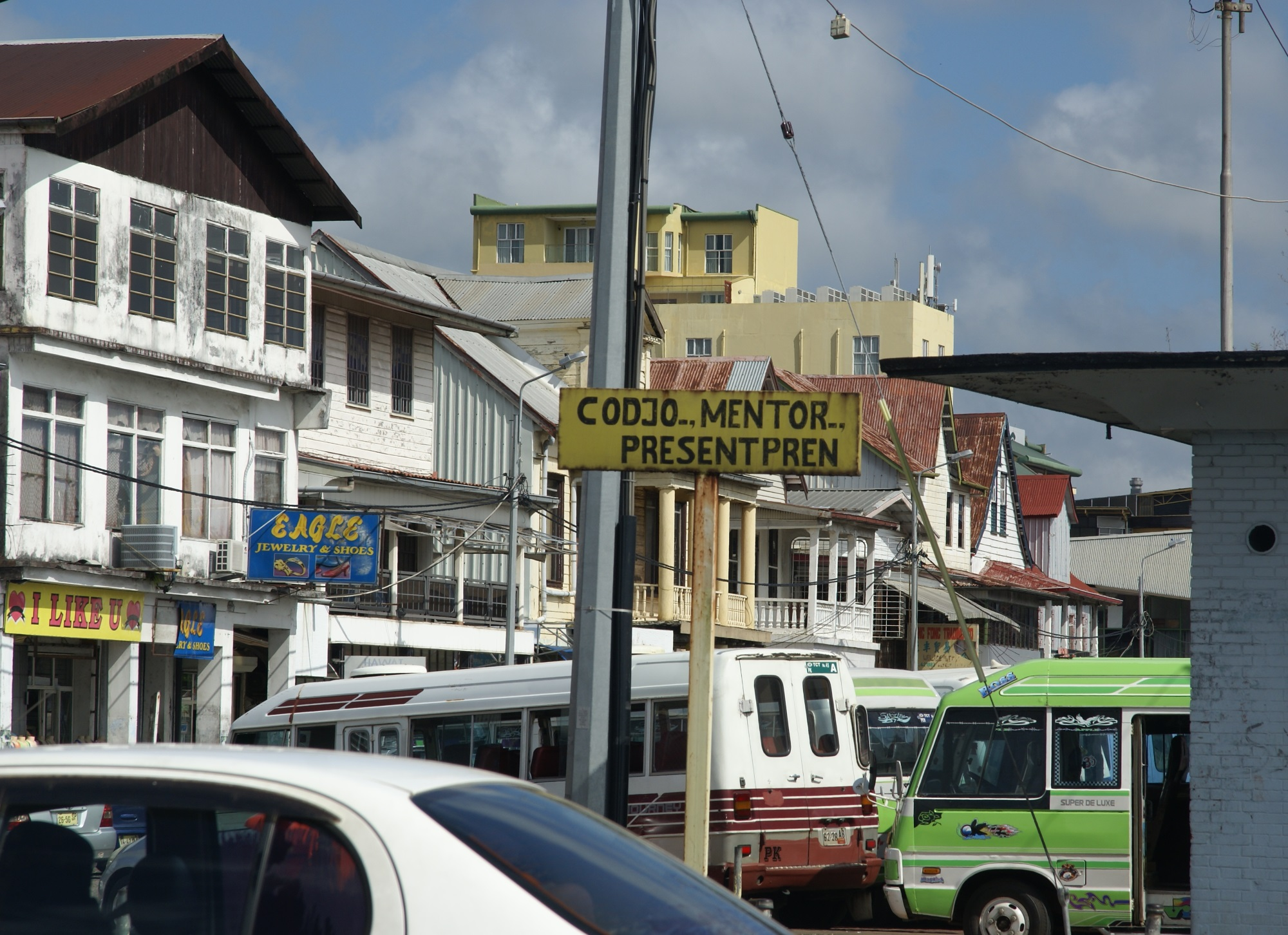
De plaats van de terechtstelling van Kodjo, Mentor en Present werd in 2000 naar hen vernoemd.

De stadsbrand van 1832 behoort met de stadsbrand van 1821 tot de grootste branden die de Surinaamse hoofdstad Paramaribo hebben geteisterd. Het zuidelijk deel van het centrum werd in de as gelegd. De angst voor brand in combinatie met de angst voor weggelopen slaven en mogelijke opstand leidde tot strenge straffen.

## De brand
De brand brak uit in de nacht van 3 op 4 september 1832 in het huis van Mozes Nunes Monsanto aan de Heiligenweg. In de stad waren de meeste huizen nog met houten dakpannen bedekt; het vuur verspreidde zich daarom zeer snel. Er gingen zo'n vijftig panden in vlammen op. Aan de Waterkant ging de (stenen) Lutherse Kerk geheel verloren, verder onder meer de winkel van de gebroeders Stuger en de achtergebouwen van de familie De la Parra. Aan de Jodenbreestraat gingen verloren de huizen en winkels van Levij, De Mesquita, Del Prado, Jacobs en De Friderici. Aan de Maagdenstraat gingen verloren het slavenhospitaal, de huizen van Antje Brandon en de panden van de familie Negreb. Ook aan de Steenbakkerijstraat gingen vele huizen geheel of gedeeltelijk verloren. De Surinaamsche Courant publiceerde op 9 september een overzicht van alle gebouwen die verwoest werden.

### Getroffen straten
- Waterkant
- Heiligenweg
- Maagdenstraat
- Steenbakkerijstraat
- Jodenbreestraat

## Onderzoek
Eerst dacht men aan een ongeluk -zoals elf jaar eerder het geval was geweest - maar toen er in de maanden daarna op verschillende plekken in Paramaribo brand ontstond, ging men uit van opzet. Ook op een aantal plantages werden pogingen tot brandstichting gedaan. Er werden beloningen uitgeloofd om de daders te vinden. Kort daarop werden arrestaties verricht in het 'Picornobos'; een verwilderd stuk land toebehorend aan Christofinius Casimirus Picornà iets buiten de stad ten westen van de Wanicastraat, een straat die destijds de grens vormde tussen stad en land. Hoofdverdachten waren de weggelopen slaven Kodjo, Mentor, Present en Winst. Als medeverdachten of handlangers werden aangewezen Tom, Frederik, Christiaan, Henrij en een vrouw met de naam Betseij. In de volksmond werd deze brand de Cojo branti genoemd (de brand van Kodjo), naar een van de veroordeelden.

## Brandstichting
In de nacht van 3 op 4 september 1832 verlieten Kodjo, Mentor, Present en Winst hun schuilplek om op zoek te gaan naar voedsel in de stad. Bij het huis van Monsanto klom Kodjo over de ‘negerpoort’ - een toegangsdeur voor de slaven - en opent deze voor Mentor en Present. Op het erf bij de ezelstal hebben de drie eerst wat zitten roken, waarna ze in de keuken eten vonden, dat ze samen met een stapel schoon wasgoed bij de poort klaarlegden om later mee te nemen. Daarna zijn ze het woonhuis binnengegaan en vonden boven in de slaapkamer de zevenjarige Abraham Monsanto, met op de grond naast zich een tot slaaf gemaakte vrouw. Kodjo zou daarop de gordijnen in brand hebben gestoken. Vervolgens zouden ze in de winkel beneden hebben ingebroken en nog enkele goederen ontvreemd. Ten slotte zijn ze met hun buit teruggekeerd naar hun schuilplaats in het Picornobos. Vanuit die plek zijn de mannen daarna nog verschillende keren de stad ingegaan om eten en kleding te stelen en brand te stichten. Door oude kokosnootschillen, lompen of droge bladeren onder de vloerplanken van een huis te leggen en deze aan te steken, probeerden ze nog drie keer een woonhuis in vlammen te doen opgaan.

## Veroordeling

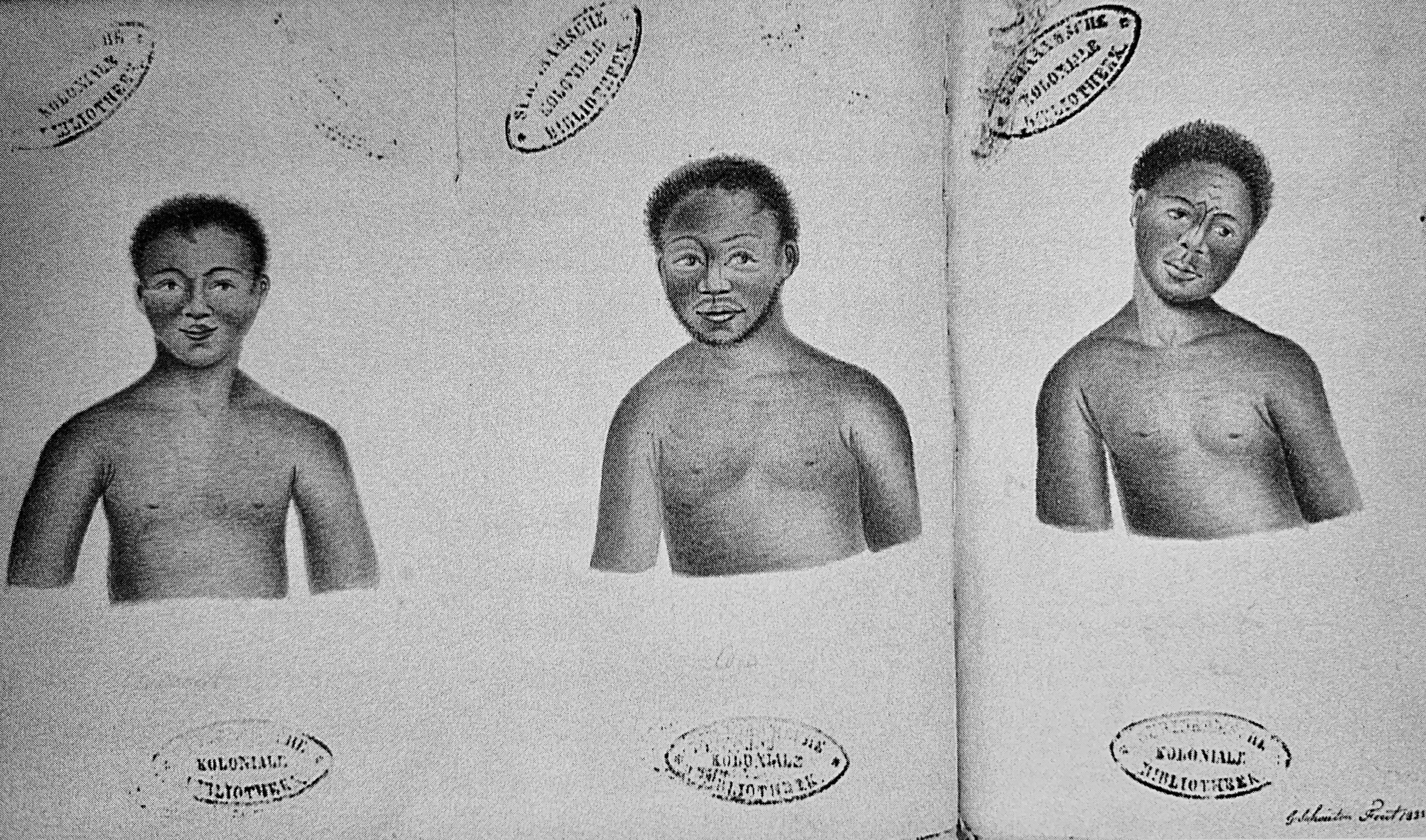
V.l.n.r. Present, Cojo (Kodjo), Mentor. Pentekening van Gerrit Schouten gemaakt op 24 januari 1833

Op 24 januari 1833 veroordeelde rechter Adriaan François Lammens -die bij de stadsbrand van 1821 zijn eigen huis verloren had zien gaan- vijf verdachten tot de dood, te weten Kodjo, Mentor, Present, Winst en Tom. In het vonnis wordt vermeld dat de eerstgenoemde drie, de ‘kwaadwillende negerslaven’ zoals ze worden genoemd, bekenden een complot te hebben beraamd; ze zouden van plan zijn geweest een zodanige chaos te creëren dat zij zich van ‘genoegzame wapenen’ konden voorzien, om daarmee de blanken te ‘attacqueren’ en zich ‘van het land’ meester te maken. Het Hof achtte bewezen dat de drie van plan waren 'de blanken en de vrije bevolking uit te roeien’. Volgens Marten Douwes Teenstra (1795-1864), die een uitgebreid verslag schreef over de brand, de verhoren en de veroordeling van de gevangenen, toonden de drie geen berouw.
In de ochtend voorafgaand aan de rechtszitting bezochten Teenstra, Schouten en Voigt de vijf hoofdverdachten. Terwijl Schouten zijn portretten maakte probeerde de zendeling Voigt gedurende twee uur de 'ongedoopten' te bekeren tot het christelijk geloof. Dit was tevergeefs. (Winst was reeds eerder gedoopt, maar de andere vier niet). Een dag later, 25 januari, probeerde missionaris Jacobus Grooff ditzelfde te doen. Dit zou hem toen, naar eigen zeggen, gelukt zijn. Winst zou toen zijn eerste communie hebben ontvangen.
Op zaterdagochtend 26 januari 1833 werden de vonnissen voltrokken. Op de plek van de eerste en grootste brand, bij de Heiligenweg, werden Kodjo, Mentor en Present levend verbrand. Ze droegen in teer en terpentijnolie gedrenkte kleding terwijl ze werden vastgeketend aan een paal. Toen de brandstapel werd aangestoken overleden zij binnen enkele ogenblikken. Winst en Tom werden veroordeeld tot de dood door ophanging. Zij werden gebracht naar het galgenveld, aan het Pad van Wanica (thans Indira Gandhiweg). Hun afgehakte hoofden werden op een stok gestoken. De overige, niet ter dood veroordeelde verdachten werden gegeseld met tamarinderoeden, in boeien geklonken en tot 15 jaar strafarbeid gedwongen.

## Nasleep
Op last van het gouvernement mochten enkele straatwanden al sinds de stadsbrand van 1821 niet herbouwd worden om brandoverslag te voorkomen. In de 21e eeuw heet dit gebied het Vaillantsplein, al reikte dat toen vanaf de Domineestraat tot aan de rivier. Verder werd er uitgevaardigd dat alle keukens en stookplaatsen met stenen brandmuren moesten worden opgetrokken en met pannen of tichels bedekt moesten worden. Om de stad zo snel mogelijk opgebouwd te krijgen bepaalde het gemeentebestuur dat de nieuw opgebouwde huizen zes jaar vrij zouden zijn van belasting en als de nieuwe huizen van klei of steen waren deze 25 jaar lang vrij van belasting zouden zijn. In de volksmond werd de brand de Cojo branti genoemd (de brand van Kodjo), naar een van de veroordeelden.
Omdat Kodjo, Mentor en Present met de brandstichting een verzetsdaad tegen het koloniale bestuur pleegden werd in 2000 op de plek van de terechtstelling een plaquette onthuld als herinnering aan hun verzet. De locatie wordt vanaf dan 'Kodjo, Mentor en Present-plein' genoemd. Op het plein vinden jaarlijks herdenkingen plaats. Het Surinaams Museum in Paramaribo is voorts in het bezit van de aantekeningen van rechter Lammens met daarbij de portretten van deze drie.